# Рафаель Чихос
Рафаель Чихос (нім. Rafael Czichos, нар. 14 травня 1990, Джидда, Саудівська Аравія) — німецький футболіст, центральний захисник клубу МЛС «Чикаго Файр».

## Ігрова кар'єра
Рафаель Чихос народився у місті Джидда, Саудівська Аравія, де на той момент працював його батько. В Аравії Рафаель мешкав п'ять років. Займатися футболом він почав вже у Німеччині. Першими його клубами були клубу аматорського рівня чемпіонату Німеччини. У 2010 році футболіст продовжив виступи в Регіональній лізі у другій команді клубу «Вольфсбург». Влітку 2012 року Чихос приєднався до клубу Третьої ліги «Рот-Вайс» з Ерфурта. Контракт був підписаний на один рік з можливістю продовження. Загалом у клубі Чихос провів три сезони, після чого перейшов до іншого клубу Третьої ліги - «Гольштайн», з яким через два роки війшов до Другої Бундесліги.
Сезон 2018/19 Чихос розпочав як гравець клубу «Кельн». Вже з першого сезону «Кельн» виграв турнір Другої Бундесліги і свій перший матч на вищому рівні футболіст провів у серпні 2019 року. У лютому 2020 року Рафаель Чихос отримав важку травму шийного відділу хребта і дивом уникнув параплегії.
У січні 2022 року футболіст перейшов до клубу МЛС «Чикаго Файр», з яким підписав контракт до літа 2024 року.

## Досягнення
Кельн
- Переможець Другої Бундесліги: 2018/19

## Приватне життя
В інтерв'ю у 2018 році Рафаель Чихос розповів, що завжди був фанатом бременського «Вердера».